# Wellen (Rhénanie-Palatinat)
Pour les articles homonymes, voir Wellen (homonymie).
Wellen est une municipalité allemande de la Verbandsgemeinde Konz située dans l'arrondissement de Trèves-Sarrebourg, en Rhénanie-Palatinat, dans l'ouest du pays.

## Géographie
La commune est délimitée à l’ouest par la frontière luxembourgeoise et la Moselle qui la séparent du canton de Grevenmacher.